# 香芝市立下田小学校
香芝市立下田小学校（かしばしりつ しもだしょうがっこう）は、奈良県香芝市下田西二丁目にある公立小学校。

## 沿革
- 1874年（明治7年）6月 - 下田・狐井・五ヶ所による誠弘館、逢坂・北今市による健業舎を設立、学校として創設する。
- 1881年（明治14年）11月 - 教育令発布により、誠弘館は下田小学校、健業舎を逢坂小学校と改称する。
- 1886年（明治19年）1月 - 小学校令の公布により、下田・狐井・五ヶ所・逢坂・北今市をもって 下田尋常小学校を設立し、逢坂小学校を分校とする。
- 1892年（明治25年）12月 - 下田村発足により、南藤山の地に本校、分校合併し新校舎建設
- 1901年（明治34年）4月 - 下田・五位堂・二上・上牧の4ヶ村組合立下田高等小学校を併置。
- 1912年（明治45年）4月 - 下田尋常高等小学校と改称。
- 1941年（昭和16年）4月 - 国民学校令により、下田国民学校と改称。
- 1947年（昭和22年）4月 - 学制改革により、下田村立下田小学校と改称。
- 1956年（昭和31年）4月 - 町村合併により、香芝町立下田小学校と改称。
- 1969年（昭和44年）3月 - 校舎全面改築（鉄筋3階建）。
- 1973年（昭和48年）3月 - 屋内体育館落成式挙行。
- 1975年（昭和50年）
  - 2月 - 創立100周年記念式典挙行。
  - 10月 - 北校舎増築（2・3階の8教室）落成。
- 1980年（昭和55年）10月 - 南校舎増築（3階6教室）落成。
- 1981年（昭和56年）3月 - 東運動場拡張。
- 1991年（平成3年）10月 - 香芝町の市制施行により、香芝市立下田小学校と改称。
- 2024年（令和6年）11月 - 香芝市立下田小学校創立150周年記念イベント挙行。

## 交通
- 近鉄大阪線近鉄下田駅より約750m

## 著名な出身者
- 奈美悦子 - 女優、タレント

## 通学区域が隣接している学校
- 香芝市立真美ヶ丘西小学校
- 香芝市立五位堂小学校
- 香芝市立三和小学校
- 香芝市立二上小学校
- 香芝市立旭ヶ丘小学校
- 上牧町立上牧小学校